# Cascade du loup
La cascade du loup (anciennement Bót del Lóf en dialecte trentin) est une cascade située dans la vallée du rio di Regnana (sur le plateau du Piné), dans la commune de Bedollo, dans le Trentin. 
La base de la cascade, accessible par un chemin, est située à environ 906 m d'altitude tandis que le sommet se trouve à 942 m d'altitude. 

## Description

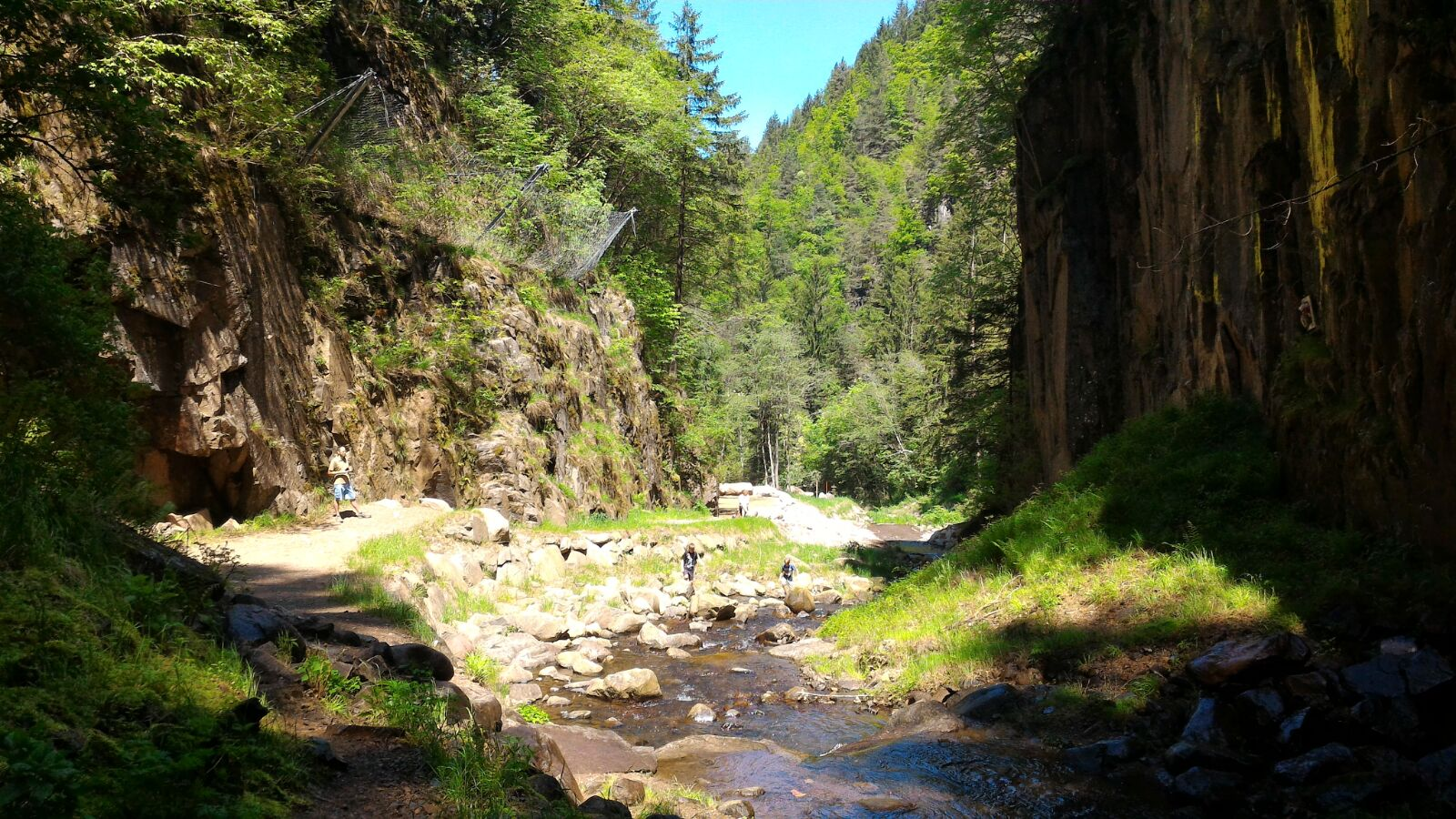
Les murs de porphyre qui gardent la cascade.

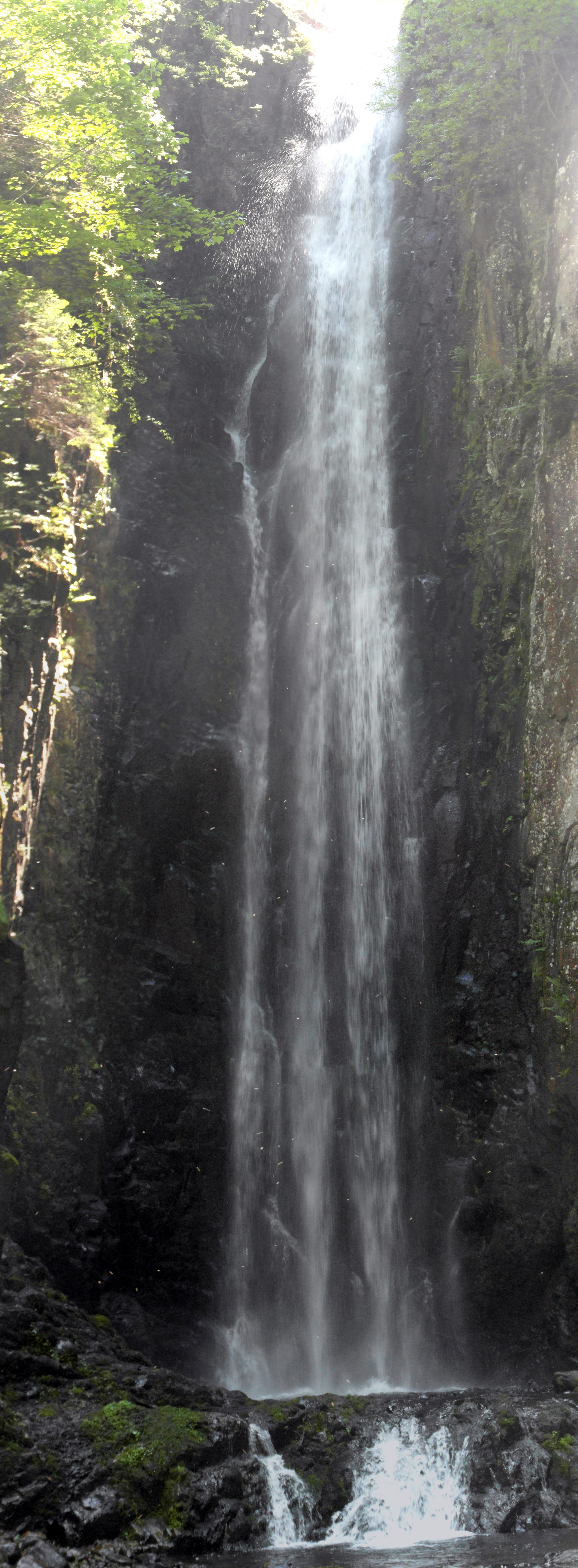
Vue de face de la cascade.

Cette cascade est la plus connue du plateau avec un seul saut de 36 mètres de haut. La cascade est située entre deux murs de porphyre verticaux où pousse la mousse. 

## Accès
- du village de Piazze sur la piazza della chiesa (1 027 m), il faut descendre dans la vallée du rio Regnana en empruntant un chemin qui perd rapidement de l'altitude[3] ;
- des pyramides de Segonzano (875 m), en environ 2 heures de marche essentiellement horizontale sur le chemin C37 ou SAT 406[2] ;
- depuis le village de Cialini, en descendant la route goudronnée de la Strente après environ 2,5 kilomètres praticables en 30 minutes, s'offre la cascade[4] ;
- de Marteri di Bedollo, en descendant le chemin[5].